# Las dos culturas
Las dos culturas es el nombre de un estereotipo cultural contemporáneo que se tomó del título de una influyente conferencia de C. P. Snow, pronunciada en 1959. Su tesis radicaba en que la ruptura de comunicación entre las ciencias y las humanidades, y la falta de interdisciplinariedad es uno de los principales inconvenientes para la resolución de los problemas mundiales.

## La exposición de Snow
La conferencia de Snow tuvo lugar el 7 de mayo en la Senate House de Cambridge.
Dada su formación científica y su cualidad como novelista de éxito, Snow se encontraba en un buen lugar para plantear el debate sobre ambos tipos de cultura. Para Snow son los científicos los que tendrían el futuro en sus manos. La física sería, de hecho, la culminación de la belleza, pero sus logros no eran muy conocidos por la ciudadanía. Sin embargo citaba a muy pocos autores de letras (bajo el supuesto de que la formación cultural se apoyaba demasiado en éstas), y sólo se refería a Shakespeare y Dickens en su argumentación, con lo que inclinaba la balanza a un lado. El ataque a la cultura tradicional era evidente, y más que a la cultura en general era a las letras, pues no hablaba en absoluto de ciencias humanas.
El resumen puede presentarse con una cita:

Son muchos los días que he pasado con científicos las horas de trabajo para salir luego de noche a reunirme con colegas literatos. Y, viviendo entre dichos grupos, se me fue planteando el problema que desde mucho antes de confiarlo al papel había bautizado en mi fuero interno con el nombre de "las dos culturas".

[Se trata de] dos grupos polarmente antitéticos: los intelectuales literarios en un polo, y en el otro los científicos. Entre ambos polos, un abismo de incomprensión mutua; algunas veces (especialmente entre los jóvenes) hostilidad y desagrado, pero más que nada falta de entendimiento recíproco.
Los científicos creen que los intelectuales literarios carecen por completo de visión anticipadora, que viven singularmente desentendidos de sus hermanos los hombres, que son en un profundo sentido anti-intelectuales, anhelosos de reducir tanto el arte como el pensamiento al momento existencial.

Cuando los no científicos oyen hablar de científicos que no han leído nunca una obra importante de la literatura, sueltan una risita entre burlona y compasiva. Los desestiman como especialistas ignorantes. Una o dos veces me he visto provocado y he preguntado [a los no científicos] cuántos de ellos eran capaces de enunciar el segundo principio de la termodinámica. La respuesta fue glacial; fue también negativa. Y sin embargo lo que les preguntaba es más o menos el equivalente científico de "¿Ha leído usted alguna obra de Shakespeare?"
C. P. Snow, Las dos culturas y un segundo enfoque, Alianza Editorial, Madrid, 1987, pp. 14 y 24.

### Difusión del escrito
El texto fue impreso, posteriormente, como The Two Cultures and the Scientific Revolution (Las dos culturas y la revolución científica).
Conferencia y libro eran la expansión de un artículo previamente publicado por Snow en la revista New Statesman, el 6 de octubre de 1956, y también titulado The Two Cultures (Las dos culturas, como se conocerá traducido al castellano).
Las ideas de Snow fueron ampliamente difundidas y debatidas en ambos lados del Atlántico, produciendo una secuela en 1963: The Two Cultures: A Second Look ("Las dos culturas: una segunda mirada"). El libro se puso como texto de lectura obligatoria en la enseñanza secundaria inglesa, y tuvo como apoyo, entre otros muchos, a historiadores y filósofos de la ciencia, como S. Toulmin y J. D. Bernal.

### Críticas
Las ideas de Snow no quedaron sin crítica. Por ejemplo, la de F. R. Leavis, en otra conferencia, dada en Cambridge (29-2-1962) —y publicada en The Spectator—, donde acusó directamente a Snow de ser un "public relations man" (un "relaciones públicas") del estamento científico. Ello motivó un buen número de cartas a The Spectator, hubo 17 en apoyo de Snow, en la primera semana; pero en la siguiente, con 15 más, hubo ya ocho en apoyo a Leavis, que deploraban situar la ciencia por encima de la literatura o hacer lo opuesto.
Con gracia y rigor, el crítico Lionel Trilling, en Más allá de la cultura, señaló que el debate era erróneo, y que aunque Leavis se excedía en el tono, el texto de Snow estaba gravemente equivocado, al deformar la cultura llamada "tradicional", que de tantas maneras se había enriquecido a lo largo del tiempo.
Y, en 1965, Susan Sontag, en un ensayo recogido luego en Contra la interpretación, señaló lo tosco y filisteo del texto de Snow, un escrito nada "contemporáneo", decía. Su planteamiento ha envejecido mal, como ha señalado varias veces Emilio Lledó, pese a que se repita la frase "dos culturas" sin saber cómo se planteó la confrontación.